# هادی وفایی‌پور
هادی وفایی‌پور (زاده ۲۱ مرداد ۱۳۷۳) کشتی‌گیر آزادکار ایرانی است.
از افتخارات وی می‌توان به کسب مدال برنز مسابقات قهرمانی کشتی آسیا ۲۰۲۴ اشاره کرد.

## فعالیت حرفه‌ای ورزشی

### قهرمانی کشتی آسیا ۲۰۲۴
در وزن ۸۶ کیلوگرم هادی وفایی پور در دور اول با نتیجه ۱۰ بر صفر ینگ ووتی ازکامبوج را مغلوب کرد. وی در دور دوم با نتیجه ۳ بر ۱ مغلوب عظمت دولتبکوف دارنده مدال برنز جهان از قزاقستان شد و با توجه به حضور این کشتی‌گیر در دیدار فینال، وفایی پور به دیدار رده‌بندی راه یافت. وی در این دیدار با نتیجه ۱۰ بر صفر لی پیلونگ از چین را شکست داد و به مدال برنز دست یافت.

## افتخارات
- مدال برنز مسابقات قهرمانی کشتی آسیا ۲۰۲۴ در بیشکک، قرقیزستان[۶]
- نفر سوم مسابقات کشتی قهرمانی نظامیان جهان ۲۰۲۱
- مدال طلا جام بین‌المللی تختی ۲۰۲۱
- مدال نقره جام بین‌المللی تختی ۲۰۲۲
- مدال نقره جام بین‌المللی تختی ۲۰۲۳
- مدال طلای مسابقات جایزه بزرگ دانکلوف بلغارستان ۲۰۲۳
- مدال طلای مسابقات جهانی پهلوانی ۲۰۲۳